# Live at Wembley Stadium (Genesis)
Live at Wembley Stadium è un video live dei Genesis messo in commercio nel 1988 in VHS (col nome di Invisible Touch Tour) e nel 2003 in DVD.
Venne registrato durante i quattro concerti consecutivi al Wembley Stadium di Londra, tenuti dal 1º al 4 luglio durante l'Invisible Touch Tour; l'edizione in DVD comprende un documentario sul dietro le quinte dell'album Invisible Touch, una galleria fotografica e un programma del tour.

## Tracce
1. Mama
2. Abacab
3. Domino
  - Part 1: In the Glow of the Night
  - Part 2: The Last Domino
4. That's All
5. The Brazilian
6. Land of Confusion
7. Tonight, Tonight, Tonight
8. Throwing It All Away
9. Home by the Sea
10. Invisible Touch
11. Drum Duet
12. Los Endos
13. Turn It On Again (Medley)